# Везендонк песме
Везендонк песме су циклус од пет песама Матилде Везендонк за које је немачки композитор Рихард Вагнер компоновао музику. Оне су, уз Зигфрид идилу, најчешће извођено дело из његовог малог неоператског опуса.

## Позадина
Након пропасти Мајског устанка у Дрездену 1849. године, Вагнер је био приморан да побегне из Немачке и убрзо се настанио, са супругом Мином Планер, на имању свог обожаваоца Ота Везендонка у Цириху. Ту је Вагнер имао чувену аферу са Матилдом Везендонк, женом Ота Везендонка. Иако није познато докле су Вагнер и Матилда отишли са овом афером, сигурно је да је међу њима владала снажна обострана привлачност и залуђеност о којој сведочи њихово дописништво. Афера се окончала 1858. када је Вагнерова жена пресрела једно од његових писама Матилди.

## Песме
Матилда Везендонк се бавила поезијом и књижевношћу. Вагнер је компоновао музику за пет њених песама од новембра 1857. до маја 1858. То су следеће песме:
- Анђео
- Стани мирно!
- У стакленику
- Туге
- Снови

Анђео је написан новембра 1857, Стани мирно! фебруара 1858, У стакленику маја 1858, Туге и Снови децембра 1857. Песме су писане за жески глас и клавир. Вагнер је Снове у оркестрованој верзији извео Матилди за њен рођендан 23. децембра 1857. Касније је диригент Феликс Мотл оркестрирао и остале песме. Цео циклус је први пут изведен у Мајнцу 20. јула 1862. под називом Пет песама за женски глас и клавир.
Вагнер је у време композиције ових песама радио на Валкири. Две од ових песама, У стакленику и Снове, лично је назвао студијама за Тристана и Изолду. Тако се музика песме У стакленику понавља у трећем чину Тристана, а Снови остављају траг на љубавном дуету из другог чина.